# Luisentor

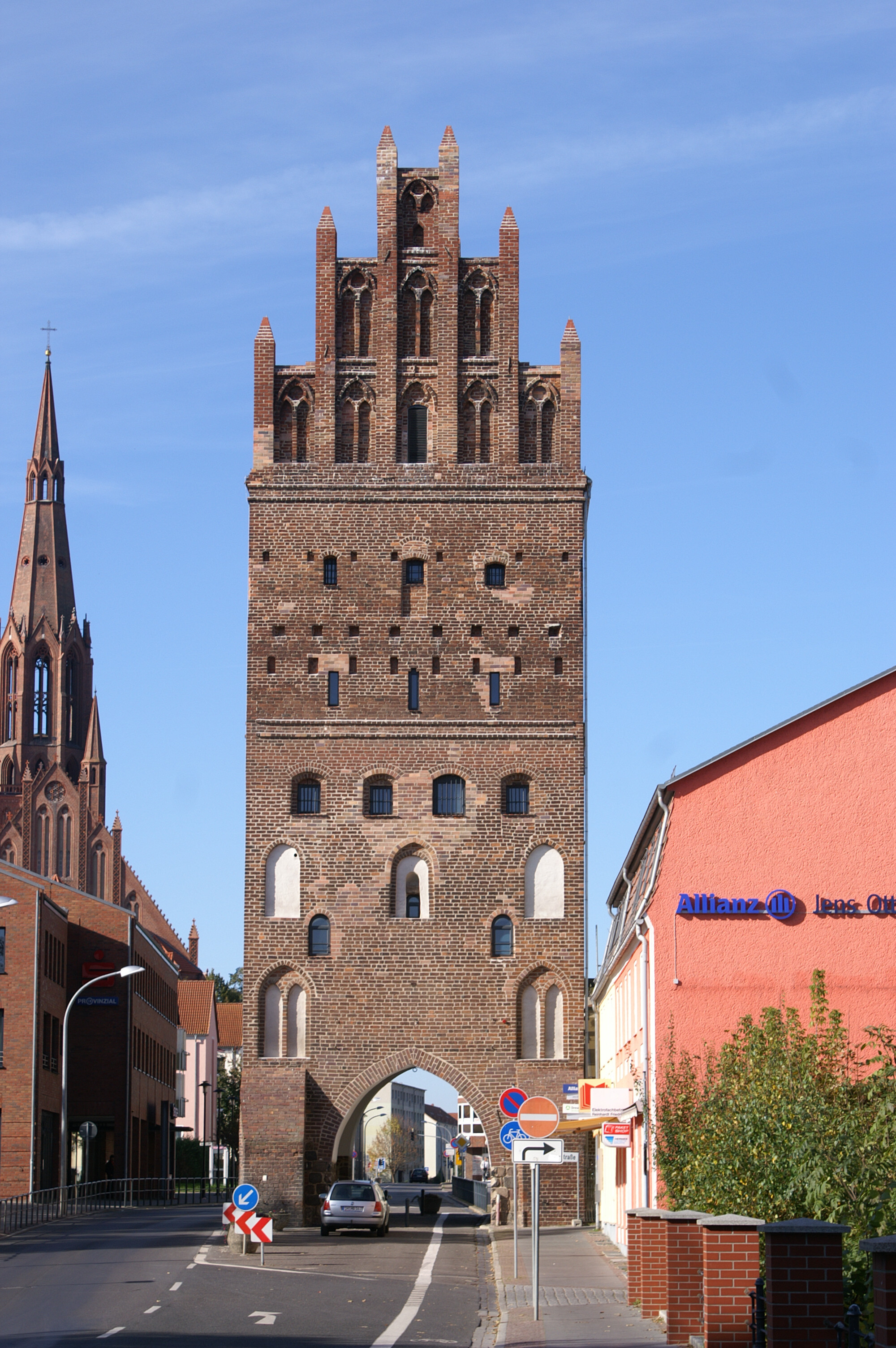
Feldseite des Luisentores

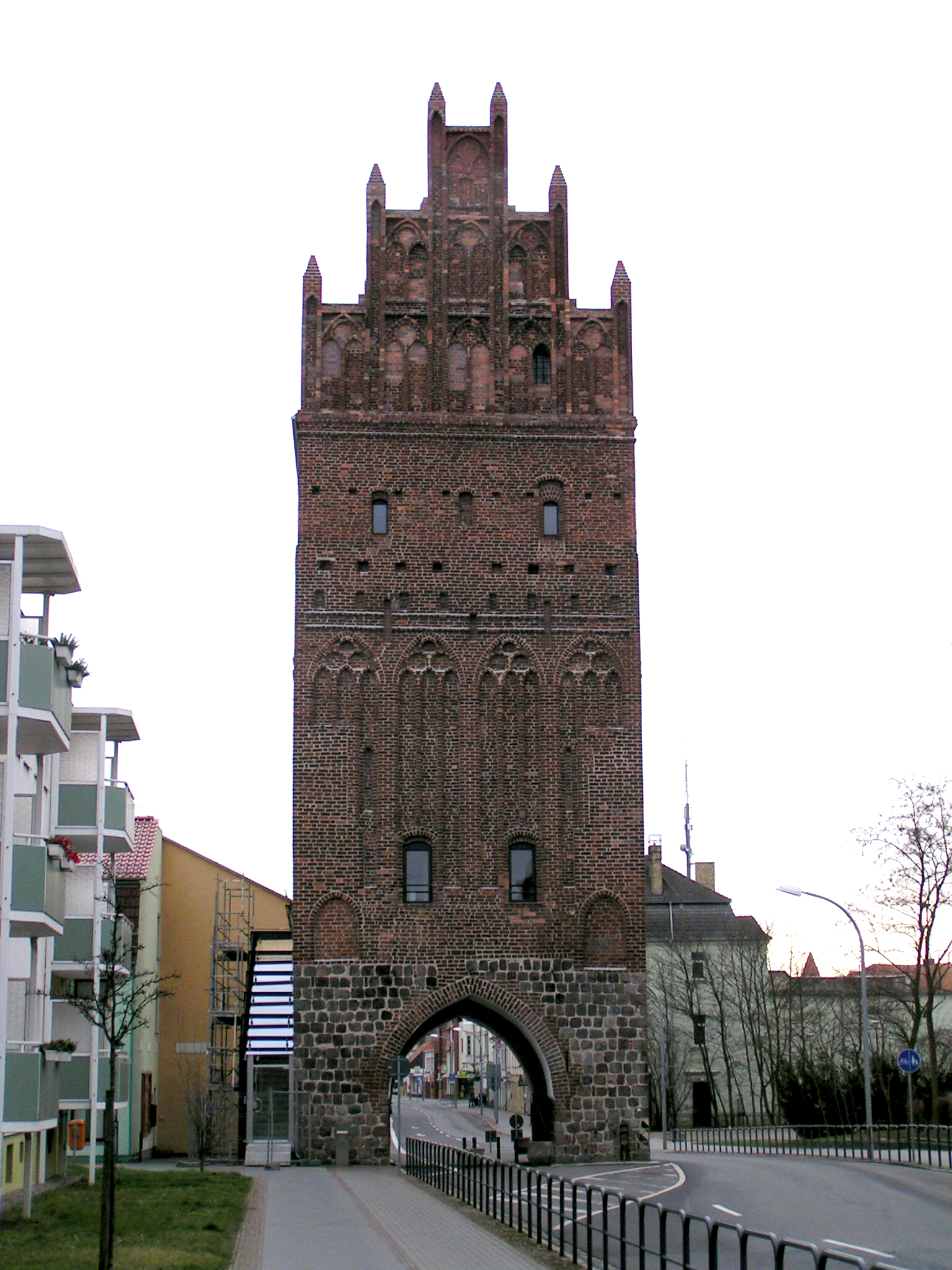
Stadtseite

Das Luisentor, bis 1821 Kuhtor genannt, ist das einzige erhaltene Stadttor Demmins. Es war das höchste Torgebäude der Demminer Stadtbefestigung und gleichzeitig das wichtigste, da es der Sicherung der nicht durch natürliche Hindernisse geschützten Ostseite der Stadt diente. Auf dieser Seite erfolgten auch die meisten Angriffe auf Demmin. Mit einer Höhe von 31 Metern ist es nach dem Anklamer Steintor das zweithöchste Stadttor Pommerns.

## Geschichte
Die genaue Entstehungszeit des Kuhtors ist nicht bekannt. Als sicher gilt, dass es im 13. Jahrhundert zusammen mit der Stadtmauer errichtet wurde. Seine im 21. Jahrhundert vorhandene Gestalt erhielt das Tor im 14. und 15. Jahrhundert. Ackerbürger trieben am Morgen ihre Kühe durch das Tor hinaus auf die umliegenden Wiesen und am Abend wieder zurück in die Stadt. Von Sonnenuntergang bis -aufgang war das Tor verschlossen. Nach der Entfestung Demmins diente das Kuhtor von 1768 bis 1895 als Stadtgefängnis und Wohnung des Gefängniswärters.
Nachdem am 5. Juli 1821 Wilhelmine Luise Prinzessin von Anhalt-Bernburg, Gemahlin des Prinzen Friedrich Wilhelm Ludwig von Preußen, mit ihrem Sohn Alexander auf der Reise nach Putbus in der Kuhstraße übernachtet hatte, benannte der Rat der Stadt die Straße und das Tor auf ihren Namen um. Die Prinzessin bedankte sich dafür in einem Schreiben vom 3. August 1821. Bis 1844 wurde am Tor Zoll erhoben.
Von 1952 bis 2002 befand sich im Luisentor eine Jugendherberge. Nach Sanierungsarbeiten dient es seit dem 7. Mai 2008 als Gästehaus der Hansestadt Demmin.

## Bauwerk
Während das Erdgeschoss noch aus bearbeiteten Granitfindlingen errichtet wurde, bestehen die oberen Geschosse aus Ziegelmauerwerk. Das erste Obergeschoss ist auf der Stadtseite mit dreiteiligen Blenden verziert, in deren Bogenschluss drei Rosetten liegen. Am zweiten Obergeschoss sind die Löcher für die Befestigung eines Wehrgangs zu sehen, der aber zu Anfang des 16. Jahrhunderts nicht mehr vorhanden war, wie die Stadtansicht von Demmin auf der Lubinschen Karte zeigt. Das steile Satteldach wird durch blendenverzierte Staffelgiebel begrenzt.